# Ve sluji Krále hor
Ve sluji Krále hor, norsky I Dovregubbens hall, je scénická skladba norského hudebního skladatele Edvarda Griega, vytvořená pro inscenaci hry Peer Gynt od Henrika Ibsena. Stala se mimořádně populární a začala být uváděna i samostatně, nebo v rámci dvojdílné orchestrální suity nazvané, stejně jako Ibsenova hra, Peer Gynt. Ve sluji Krále hor patří k nejznámějším Griegovým melodiím, v jeho díle je skladba řazena jakožto opus 46. Edvard Grieg ji napsal roku 1875, přičemž Ibsenova hra vznikla již roku 1867 a původně hudební doprovod neměla. 
Hudba v rámci hry doprovází scénu, kdy Peer Gynt ve snu vstupuje do sálu, kde na trůně sedí Král hor (Dovregubbens), tradiční postava norské mytologie, obklopen skřítky, trolly a jinými mytickými postavami. Peer Gynt poté diskutuje s Králem hor o pocitu, kdy „má dost sebe sama“, a o Poloniově větě z Hamleta „Nad všecko – věren buď sobě samému“ („To thine own self be true“). Grieg o skladbě napsal: 
| „ | Vytvořil jsem takový odpad, něco tak ultra-norského, něco co má tak dost samo sebe, že to ani nemohu poslouchat. Doufám, že v tom bude cítit ta ironie. | “ |

Skladba je psána v H moll. Jednoduché téma začíná pomalu a tiše v nejnižších rejstřících orchestru, hrají ho nejprve violoncella a kontrabas. Tempo se postupně zrychluje až do frenetického prestissima, hudba je také stále hlasitější.